# 莫瑪·謝赫
莫瑪·謝赫（1980年5月15日—）是巴基斯坦女演員及模特兒，主要出現在巴基斯坦電視連續劇及電影。
謝赫在巴基斯坦南部城市卡拉奇出生，父親賈韋德是巴國的知名男演員。她的弟弟謝薩德·謝赫亦是一名演員。她演出的電視連續劇主要包括：《Yeh Zindagi Hy》、《Mirat-ul-Uroos》和《Mujhy Khuda Pey Yaqeen Hy》；電影作品有《Naach》等。
謝赫在2016年也開始在印度寶萊塢發展。她的首部寶萊塢作品是2016年上映的愛情喜劇《落跑新娘》（Happy Bhag Jayegi），扮演男主角的巴基斯坦未婚妻Zoya。

## 外部連結
- 莫瑪·謝赫在互联网电影资料库（IMDb）上的資料（英文）